# Chesiadodes bicolor
Chesiadodes bicolor är en fjärilsart som beskrevs av Frederick H. Rindge 1973. Chesiadodes bicolor ingår i släktet Chesiadodes och familjen mätare. Inga underarter finns listade i Catalogue of Life.